# Albéric Goethals

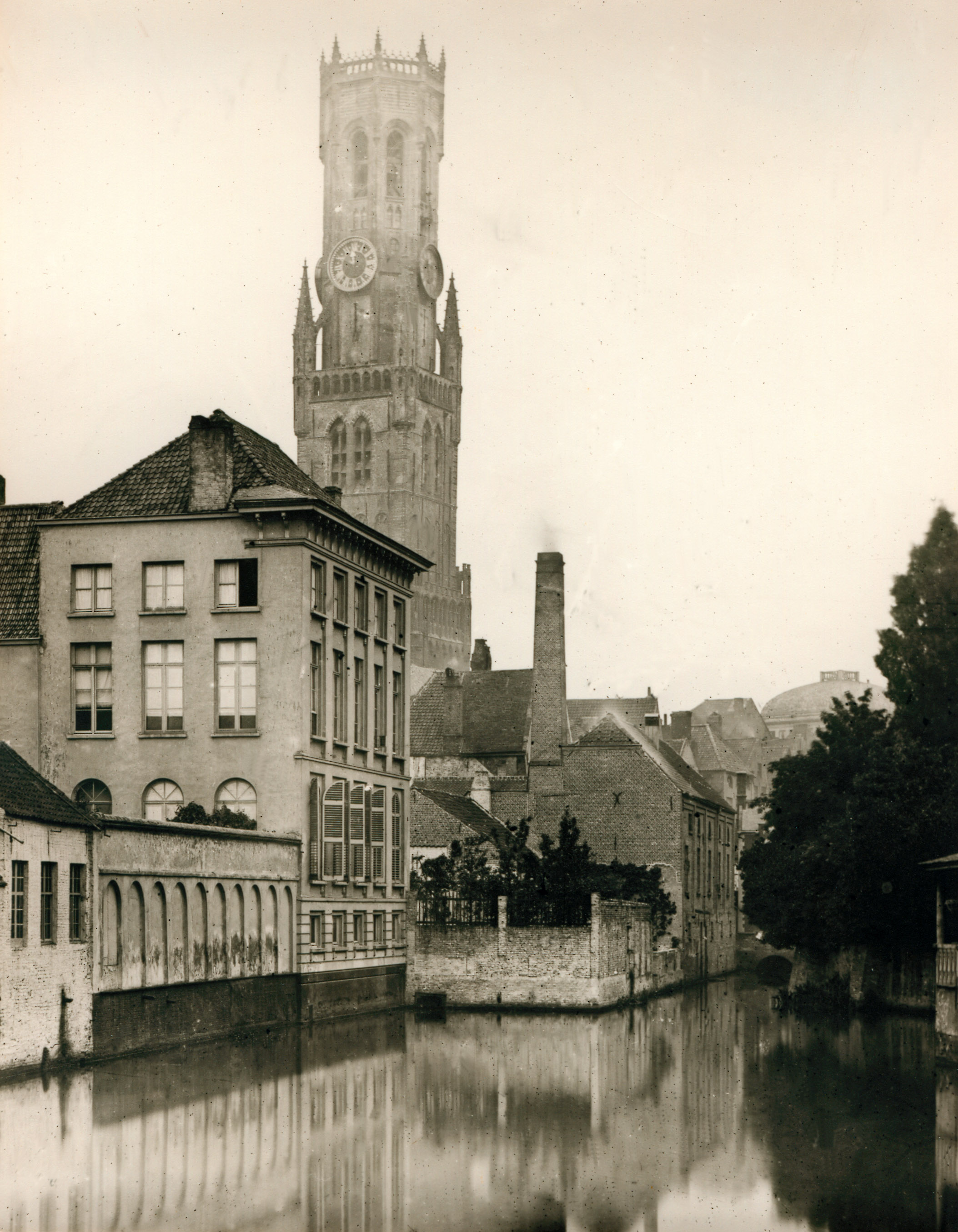
De Rozenhoedkaai in Brugge, foto door Albéric Goethals, rond 1864

Albéric Goethals (Kortrijk, 2 mei 1843 - 22 mei 1897) was een Belgisch textielondernemer en fotograaf.

## Levensloop
Hij werd geboren als zoon van Vincent-Bruno Goethals, textielondernemer, en van Eugénie Danneel. Zijn grootvader was Jacques Goethals-Vercruysse, die behalve garenfabrikant ook bibliofiel, verzamelaar, amateur-historicus en tekenaar was. Net als zijn vader en grootvader werd Albéric Goethals textielondernemer. Samen met een vennoot kocht hij in 1866 een spinnerij op, die naderhand onder de naam Linière de Courtrai tot een van de belangrijkste Kortrijkse textielbedrijven zou uitgroeien. Hij trad in 1886 in het huwelijk met Clara Van Volsem. Het gezin kreeg zeven kinderen. Hij overleed in Kortrijk in 1897, pas 54 jaar oud.
Goethals is belangrijk omdat hij, naast zijn beroepsbezigheid, ook een bekwaam en goed geoutilleerd amateur-fotograaf was. Vooral als jonge twintiger schijnt hij een zeer intense fotografische activiteit aan de dag gelegd te hebben. Fotografie was toen een vrij jong medium, dat nog in de 'pioniersjaren' verkeerde. Het is Goethals zijn verdienste dat hij kwaliteitsvolle opnames gemaakt heeft van gebouwen, straten en pleinen in Brugge, Ieper, Damme, en vooral in zijn geboortestad Kortrijk en omgeving. Deze foto's vormen thans unieke historische documenten.
Een belangrijke collectie glasnegatieven van Albéric Goethals – waaronder nogal wat foto's in stereoscopie – wordt bewaard in het stedelijk Broelmuseum in Kortrijk. Afdrukken bevinden zich onder meer in het Fotomuseum in Antwerpen, de Provinciale Bibliotheek van West-Vlaanderen (Brugge) en het Stadsarchief in Brugge.
Meer over Albéric Goethals via www.gezelle.be
- RKD-Nederlands Instituut voor Kunstgeschiedenis: 410823